# Episodi di She-Ra e le principesse guerriere (quinta stagione)
La quinta e ultima stagione della serie animata She-Ra e le principesse guerriere, composta da 13 episodi, è stata interamente pubblicata su Netflix il 15 maggio 2020, in tutti i paesi in cui il servizio è disponibile.
| nº | Titolo originale          | Titolo italiano                | Pubblicazione  |
| -- | ------------------------- | ------------------------------ | -------------- |
| 1  | Horde Prime               | Il grande Horde                | 15 maggio 2020 |
| 2  | Launch                    | Decollo                        | 15 maggio 2020 |
| 3  | Corridors                 | Corridoi                       | 15 maggio 2020 |
| 4  | Stranded                  | Bloccati                       | 15 maggio 2020 |
| 5  | Save the Cat              | Salviamo la gatta              | 15 maggio 2020 |
| 6  | Taking Control            | Prendere il controllo          | 15 maggio 2020 |
| 7  | Perils of Peekablue       | I pericoli di Peekablue        | 15 maggio 2020 |
| 8  | Shot in the Dark          | Salto nel buio                 | 15 maggio 2020 |
| 9  | An Ill Wind               | Vento di sventura              | 15 maggio 2020 |
| 10 | Return to the Fright Zone | Ritorno nella zona della paura | 15 maggio 2020 |
| 11 | Failsafe                  | Dispositivo di sicurezza       | 15 maggio 2020 |
| 12 | Heart: Part 1             | Il cuore (prima parte)         | 15 maggio 2020 |
| 13 | Heart: Part 2             | Il cuore (seconda parte)       | 15 maggio 2020 |

## Il grande Horde
- Titolo originale: Horde Prime
- Diretto da: Mandy Clotworthy
- Scritto da: M.Willis

### Trama
Horde sbarca con il suo esercito su Etheria, e le Principesse iniziano una resistenza cercando di supportare Adora, priva dei poteri di She-Ra dopo aver distrutto la Spada del Potere nell'episodio precedente. Durante la notte, la ragazza ha una serie di incubi in cui rivive le sue gesta e intravede She-Ra. Bow ed Entrapta sono al lavoro per ripristinare la navicella di Mara così da poter partire in missione di salvataggio per Glimmer, prigioniera dell'Orda. Sulla nave di Horde, Glimmer e Catra sono indotte da Horde, che mostra loro l'attacco all'accampamento dei ribelli, a fornire informazioni sul funzionamento del Cuore di Etheria. Nel frattempo, su Etheria Adora cerca di trovare una sua dimensione coordinando i poteri e le abilità delle Principesse, e decide di tornare nel Bosco dei Sussurri (dove era stata con Madame Razz), ma appena arrivata è assalita nuovamente da incubi e visioni che la stordiscono e la lasciano a terra priva di sensi.

## Decollo
- Titolo originale: Launch
- Diretto da: Jen Bennett
- Scritto da: Laura Sreebney

### Trama
Horde si manifesta con un ologramma e comunica agli Etheriani di rinnegare She-Ra e consegnarla a lui per esser salvati. Bow tenta di tenere Adora all'oscuro delle intenzioni di Horde, ma Maica e le Principesse cercano nella ragazza la guida che è sempre stata. Mentre Adora riposa, le Principesse tentano di individuare un piano per liberare Glimmer, motivo per cui Scorpia spinge per coinvolgere Entrapta, contro il parere di Mermista, Frosta e Perfuma, preoccupate che la principessa tecnologica le possa tradire nuovamente. Queste tensioni portano a uno scontro tra le Principesse che alla fine riescono a far capire a Entrapta le sue responsabilità, e farla diventare chiave fondamentale nell'individuare la posizione della navetta. Nel frattempo, sulla navetta di Horde, Catra tenta di mettersi in contatto con Glimmer. Dopo l'ennesimo incubo, Adora viene attirata fuori dalla sua tenda da una luce: è l'effige di She-Ra, che la ragazza segue (portando con sé un frammento della Spada del Potere) fino a un portale di fronte al quale ha un confronto con sé stessa: si pente di aver infranto la spada mancandole la sensazione di potere datole dall'essere She-Ra, e di colpo si risveglia, rinfrancata nell'animo e nel fisico, e pronta a partire con la nave di Mara verso la navetta di Horde insieme a Bow e Entrapta. Nel frattempo, Horde mostra a Glimmer le reliquie dei mondi che ha distrutto, e mostrandole che Maica è ancora vivo, tenta di convincerla a collaborare, ma la Regina si rifiuta.

## Corridoi
- Titolo originale: Corridors
- Diretto da: Kiki Manrique
- Scritto da: Katherine Nolfi

### Trama
L'episodio si apre con un flash-back di Catra che ricorda come fin dall'infanzia Adora sia sempre stata molto protettiva e materna nei suoi confronti. Pensierosa, si aggira nella nave, sentendosi osservata dai cloni di Hordak, da cui non riesce a distanziarsi, fintanto che non trova un clone che a differenza degli altri la chiama per nome, distinguendosi dagli altri, e riconosce in lui Hordak. Nel mentre, Entrapta è entusiasta della tecnologia degli Antichi presente sulla navicella, e tenta di studiarla rischiando di smontarla mentre sono in viaggio, fermata da Bow. Nel mezzo della discussione, un guasto ferma la navicella e i tre si attivano per farla ripartire. Glimmer, imprigionata da Horde, tenta la fuga, ma viene sorpresa da Catra, che nonostante i divieti continua a tentare di aprire un dialogo con la Principessa. Le due iniziano a confrontarsi sul rispettivo rapporto con Adora. Successivamente, seguendo dei cloni, scopre il meccanismo con cui gli stessi si teletrasportano sui vari pianeti colonizzati, ma viene sorpresa dal clone-Hordak e scortata di fronte a Horde, che la interroga per avere informazioni su Adora; chiede poi a Catra di raggirare Glimmer per farsi fornire informazioni sulla navicella di Mara. Riunite nella cella, Catra informa Glimmer del tentativo di salvataggio da parte di Adora, e questa la scongiura di non supportare i tentativi di Horde di fermare la navetta. Non dando ascolto a tale consiglio, Catra svela inizialmente a Horde provenienza della navetta e che a bordo c'è Adora, poi, travolta dai ricordi, libera Glimmer e insieme tentano di fuggire ma sono sorpresa da un gruppo di cloni. Raggiunto il teletrasporto, Catra invia Glimmer sulla navicella di Mara, per evitare che la sua amica si infili nella tana di Horde, che, scoperto il tradimento, cattura Catra.

## Bloccati
- Titolo originale: Stranded
- Diretto da: Mandy Clotworthy
- Scritto da: M.Willis

### Trama
Sulla navetta, Glimmer si scusa con Bow e Adora per il suo atteggiamento. Per via di carenza di carburante, Entrapta è costretta a effettuare u atterraggio sul pianeta più vicino, pieno di cristalli che potrebbero essere usati come combustibile. Mentre esplorano il pianeta, Adora viene inghiottita da un baratro apertosi sulla superficie, e nota una luce che la attira. Viene aggredita da alcuni altri umani in cerca di carburante e in fuga da Horde, i fratelli Starr. Glimmer e Bow, cercando di raggiungere Adora, chiariscono i loro rapporti. Riunitisi ad Adora e ai fratelli Starr, iniziano a recuperare i cristalli, sotto indicazione di Entrapta, ma un nuovo evento sismico rischia di intrappolarli sotto terra. Adora, nel tentativo di evitare che una colonna di roccia schiacciasse i suoi amici, emana una forte energia sprigionando una forza sovraumana, pari a quella di She-Ra. Colpiti da tale potere, i fratelli Starr decidono di unirsi alla Ribellione. Su Etheria, le Principesse continuano la Resistenza all'Orda, mentre Swift Wind tenta di connettersi con Adora. Il corno dell'equino si illumina quando la ragazza sprigiona il suo potere.

## Salviamo la gatta
- Titolo originale: Save the cat
- Diretto da: Jen Bennett
- Scritto da: Noelle Stevenson

### Trama
Adora atterra nella nave base di Horde, e viene scortata al suo cospetto. Nel frattempo Bow, Glimmer ed Entrapta, che si erano nascosti aggrappandosi all'esterno della navetta, agiscono per trovare Catra e hackerare il server della nave per prenderne il controllo e per scoprire i punti deboli di Horde. Horde e Adora sono uno di fronte all'altra, e lui riconosce nel volto della ragazza una degli Antenati. che aveva distrutto anni fa. Durante una lotta, Entrapta e Bow danneggiano un clone, che si disconnette dalla mente collettiva e si unisce ai due, permettendo loro di aprire le porte e orientarsi nella labirintica nave. il collegamento tra Adora, Glimmer e Bow si interrompe. Nel mentre, Horde mostra a Adora Catra, vittima di esperimenti di condizionamento e di plagio psichico, proponendole uno scambio: lui le lascerà Catra, se lei gli consegnerà She-Ra. Mentre parla, Catra mostra qualche segno di avere ancora in sé la propria coscienza, ma il condizionamento prevale e la ragazza attacca Adora, che tenta di resisterle senza farle male. Una scarica elettrica risveglia la coscienza di Catra, che scopre quanto Adora tenga a lei, ma un intervento di Horde la fa precipitare nel vuoto. Adora la segue e abbraccia l'amica inerme, ma viene circondata dai cloni. Inizia a sprigionare una forte energia, e urlando la frase "Per l'onore di Grayskull!", appare magicamente la Spada del Potere e si trasforma nuovamente in She-Ra, e col nuovo potere sconfigge tutti i cloni. Entrapta, Bow, Glimmer e il clone riescono a tirarsi fuori da una situazione complessa grazie a Dharla, la navetta modificata da Entrapta, e vengono raggiunti da She-Ra che tiene tra le braccia Catra. La presenza di She-Ra viene rilevata da Dharla, che si riattiva e porta il gruppo al sicuro lontano da Horde. L'energia di She-Ra è fondamentale anche per curare Catra, che si riprende e si riappacifica con un abbraccio alla sua Adora. Sulla nave di Horde, i cloni valutano i danni subiti dall'azione della squadra, quando uno a terra trova la piastrina (appartenuta a Hordak) che era in possesso di Entrapta, e risveglia i suoi ricordi: è Hordak.

## Prendere il controllo
- Titolo originale: Taking Control
- Diretto da: Mandy Clotworthy
- Scritto da: Laura Sreebny

### Trama
A bordo della navetta, Entrapta tenta di ripristinare tutte le funzionalità col supporto del clone. Adora è molto apprensiva nei confronti di Catra. Bow e Glimmer sono assolutamente entusiasti del successo della missione e del ritorno di She-Ra, anche se Adora ammette che non ha idea di come ricorrere al suo potere. Catra, nel frattempo, lotta con il condizionamento mentale subito da Horde, che la porta a discutere nuovamente con Adora: i sentimenti tra le due sono molto ambigui e forti. Glimmer consola Adora, invitandola a pazientare. Su Etheria, Maica tenta di ambientarsi, mentre Frosta continua a manifestare insofferenze. Assieme a Spinnerella, Netossa e Swift Wind partono in missione per Elberon, avendo ricevuto un sos, ma arrivati là viene loro detto che si tratta di un errore. L'atmosfera nel villaggio è strana e inquietante. Il gruppo viene intrappolato al centro di una sala delle feste, e si scopre che tutto il regno di Elberon è sotto il condizionamento mentale di Horde. Purtroppo le navicelle dell'Orda intercettano la navetta, e Adora capisce che potrebbe essere il chip installato in Catra, che le provoca i flash, a permettere a Horde di tracciarli, pertanto chiede a Entrapta di rimuoverlo, ma durante l'operazione Catra si rende conto che è connessa con Horde e che quindi può scoprire che intenzioni ha, e svela che il piano è di inserire in tutti gli abitanti di Etheria un chip per controllarli psichicamente. Adora scatena nuovamente il potere di SheRa, e tramite la connessione con Swift Wind sprigiona l'energia su Etheria, liberando i suoi amici dalla trappola in cui erano caduti. Inoltre, distrugge la flotta di Cloni che stava inseguendo Dharla. L'intervento di Catra va a buon fine, e Entrapta perdona la felina per i torti passati. Catra è integrata nel gruppo. Mentre tornano all'accampamento, scopriamo che Spinnerella è caduta vittima dei piani di Horde e le è stato innestato il chip.

## I pericoli di Peekablue
- Titolo originale: Perils of Peekablue
- Diretto da: Kiki Manrique
- Scritto da: M.Willis

### Trama
Adora continua ad allenarsi per controllare i poteri di She Ra, aiutata/disturbata dai suoi amici. Catra è preoccupata di rientrare a casa. Frattanto, su Etheria, Mermista, Scorpia, Perfuma e Falco del Mare mettono in atto un nuovo piano: infiltrarsi a un party subacqueo per ricercare il principe Peekablue e chiedergli aiuto sfruttando il suo dono della preveggenza. Purtroppo hanno qualche difficoltà: Scorpia è troppo insicura, ma viene supportata da Perfuma e acquisisce più sicurezza in sé, ma per una serie di eventi finisce al centro del palco e si trova a doversi esibire davanti a tutti, e in seguito riesce a parlare con Peekablue, e scopre che in realtà è un Double Trouble sotto mentite spoglie. Falco del Mare ha tappi conti in sospeso con i malfattori presenti nella sala delle feste, ma anche Mermista ha qualche scheletro nell'armadio. Spinnerella e Netossa hanno un momento di crisi quando quest'ultima scorda il loro anniversario. A seguito di un confronto, capisce che la sua amata è sotto il controllo telepatico di Horde. Nel frattempo, scopriamo che anche Mermista è stata soggiogata al volere del malvagio Horde e tenta di intrappolare tutti i suoi amici nel regno sottomarino. Scorpia, per permettere agli altri di mettersi in salvo, si sacrifica scatenando i suoi poteri per evitare il collasso della cupola subacquea. Al campo, anche Maica attacca, guidato da Horde, Frosta e gli altri.

## Salto nel buio
- Titolo originale: Shot in the Dark
- Diretto da: Jen Bennett
- Scritto da: Katherine Nolfi

### Trama
La navicella Dharla è quasi giunta su Etheria, ma trova uno sbarramento di navi dell'Orda in orbita attorno al pianeta. Valutando come fare, scoprono tramite il clone difettoso dell'esistenza di un punto debole di Horde: Krytis, un pianeta misterioso attaccato in passato da Horde. Il gruppo si dirige subito sul pianeta per esplorarlo. Gli strumenti di Entrapta mostrano come Horde sia fuggito dal pianeta nonostante avesse sconfitto il popolo di Antenati che abitava su Krytis. Comunicando con Entrapta, il gruppo di amici scopre una misteriosa entità che li segue e li separa. Glimmer si rende conto che tutto quello che li circonda è illusorio. Catra riesce a comunicare con la misteriosa entità: Milog, che narra che gli Antenati hanno danneggiato il pianeta Krytis estraendo magia, e che Horde sia stato indotto a fuggire proprio dalla magia, che è il suo punto debole. Con l'aiuto di Milog Dharla riesce ad atterrare su Etheria.

## Vento di sventura
- Titolo originale: An Ill Wind
- Diretto da: Kiki Manrique
- Scritto da: Laura Sreebny

### Trama
Giunti su Etheria, i nostri eroi scoprono l'accampamento devastato a seguito della rivolta. Iniziano a cercare le altre principesse, scoprendo che buona parte del pianeta è sotto il controllo dell'Orda. Sfruttando la copertura data da Hordak Sbagliato, si infiltrano in città e scoprono che la popolazione ha paura delle principesse. Mentre indagano, sono aggrediti da Spinnerella, ma, grazie ai poteri di Glimmer, riescono a fuggire e sono aiutati da Netossa. Durante lo scontro, Spinnerella riesce per un istante a riprendere il sopravvento. Il gruppo si riunisce col resto della Ribellione dopo aver liberato il villaggio.

## Ritorno nella zona della paura
- Titolo originale: Return to the Fright Zone
- Diretto da: Mandy Clotworthy
- Scritto da: M.Willis

### Trama
La Ribellione pianifica come intervenire basandosi sui punti deboli delle loro amiche "corrotte" dai chip di Horde. Decidono di iniziare a cercare Scorpia, che è tornata nella Zona della Paura, ma giunte là, vengono attaccate dalla Principessa scorpione. Nel frattempo, Bow è preoccupato per i suoi padri e li va a cercare con Glimmer. I due studiosi hanno scoperto che Mara non era sola ma lavorava con un gruppo di ribelli che avevano sviluppato un sistema di sicurezza per contrastare e distruggere il Cuore di Etheria e salvare l'universo, ma non si conosce dove sia collocato. Risolverà il dubbio l'Incantatrice di Ombre, che invita tutti a recarsi a Mysticor. Horde cattura Adora e Perfuma, che con un discorso sull'amicizia libera Scorpia dal controllo di Horde. Anche Spinnerella rinsavisce dopo un discorso di Netossa.

## Dispositivo di sicurezza
- Titolo originale: Failsafe
- Diretto da: Mandy Clotworthy
- Scritto da: Katherine Nolfi

### Trama
La Tessitrice d'Ombre svela quello che conosce sul Dispositivo di Sicurezza al gruppo di Ribelli: si trova nei tunnel labirintici sotto Mysticor, controllata da Maica. Entrapta intanto rimuove il chip da Spinnerella, ma si accorge che il tempo stringe: più tempo passa più diventa interconnesso il dispositivo con l'ospite. Decide pertanto di lavorare sulla rete di interconnessione per liberare dal giogo psichico tutte le vittime di Horde. Nel mentre la spedizione in cerca del dispositivo si addentra nei sotterranei tra trappole e inganni e la Tessitrice avvisa She-Ra di doversi mantenere concentrata per non perdere il controllo sui poteri, e di dover pertanto distaccarsi da Catra. Quest'ultima ferma Adora prima che questa si avvicini al dispositivo, notando degli atteggiamenti strani nella Tessitrice, da cui deduce che questa è già stata nei sotterranei in passato. Costretta a confessare, la Tessitrice ammette che solo She-Ra ha la forza necessaria per assorbire tutto il potere del Cuore di Etheria. Mentre il gruppo discute, è interrotto da Maica e dal suo esercito che li aggredisce. Dopo uno scontro, She-Ra riesce a impadronirsi del dispositivo e a uscire dai sotterranei. Durante la notte, Catra tenta di abbandonare il campo perché colpita dalle parole della Tessitrice, e accusa Adora di sacrificarsi sempre per gli altri e non pensare mai per sé stessa.

## Il cuore (prima parte)
- Titolo originale: Heart: Part 1
- Diretto da: Jen Bennett
- Scritto da: Josie Campbell

### Trama
Adora è preoccupata ripensando a Catra, mentre il resto della truppa vive qualche momento di serenità e scherzo insieme. Horde intanto è sempre più vicino ad attivare il Cuore di Etheria. Mentre Adora, Glimmer e Bow cercano informazioni tramite Light Hope, Catra si allontana assieme a Milog, I ribelli nel mentre tentano di sabotare il segnale che condiziona i chip. Catra raggiunge il gruppo di amici, ma Adora si è recata per conto suo verso il cuore di Etheria. Glimmer dichiara il suo amore a Bow. Nel frattempo, Adora ha una visione di Mara, interrotta dall'arrivo di una proiezione di Horde che la minaccia e la lascia ferita e isolata di fronte a un mostro apparso dal nulla.

## Il cuore (seconda parte)
- Titolo originale: Heart: Part 2
- Diretto da: Kiki Manrique
- Scritto da: Noelle Stevenson

### Trama
Catra salva Adora dal mostro che l'aveva attaccata alla fine del precedente episodio. Mentre la felina combatte con la creatura, la Tessitrice accompagna Adora verso il Cuore di Etheria. Sulla superficie intanto proseguono gli scontri: Mermista affronta Falco del Mare, Glimmer si scontra con Maica, Bow e Perfuma affrontano Scorpia. La Tessitrice si sacrifica per salvare Catra, dandole il compito di assistere Adora nella sua missione. Il piano di Entrapta funziona e i chip vengono disabilitati. Catra e Adora arrivano al Cuore di Etheria, ma Adora non riesce a liberare il potere di She-RA per via del virus iniettato da Horde, e non riesce ad attivare il Cuore. Adora decide di sacrificarsi, tentando di innescare il meccanismo senza ricorrere ai poteri di She-Ra, ma Catra non la vuole abbandonare. Nel frattempo, Hordak sbagliato si risveglia e attacca Horde per difendere Entrapta riconoscendola come amica, ma la volontà di Horde si impadronisce di lui e quindi si appresta a usare il Cuore per distruggere tutto il pianeta. Adora perde coscienza, ma viene salvata da Catra, che le dichiara il suo amore. Il bacio d'amore tra le due risveglia l'energia del nucleo e attiva il Dispositivo di Sicurezza. Con questi nuovi poteri, She-Ra rinverdisce Etheria distrugge la base spaziale dell'Orda, dopodiché annienta totalmente la coscienza del grande Horde.